# ミッキー送電塔

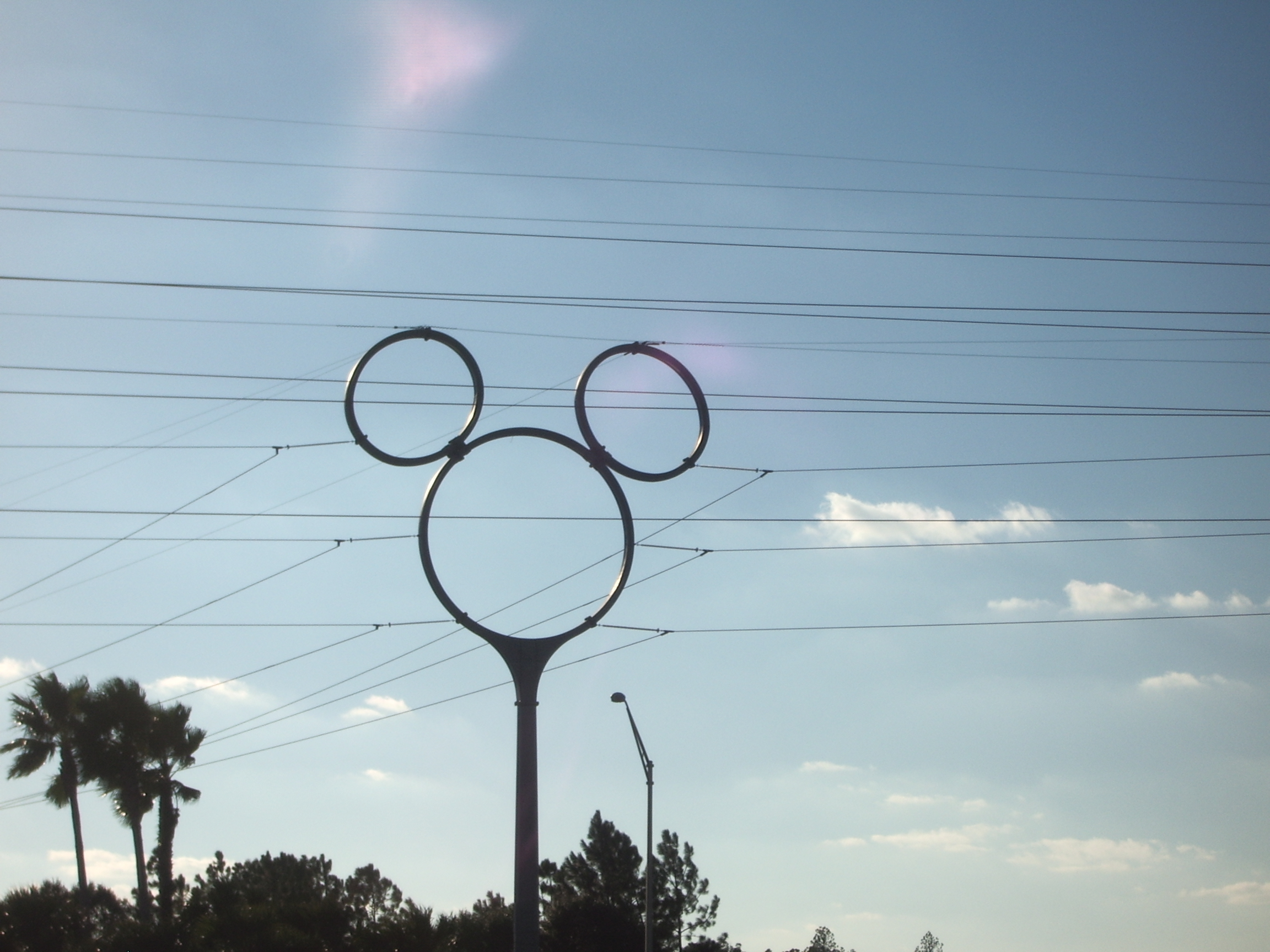
ミッキー送電塔

ミッキー送電塔（ミッキーそうでんとうMickey pylon）は、フロリダのウォルト・ディズニー・ワールド・リゾートに電力を供給しているミッキーマウスをかたどった送電塔。ウォルト・ディズニー・カンパニーの完全子会社リーディ・クリーク・エナジー・サービスが管理しており、1996年2月15日に完成した。
場所は州間高速道路4号線の北側、ワールドドライブとセントラルフロリダ・グリーンウェイとの分岐点（62番出口）。

## デザインと製造
この送電塔のデザインは、ディズニーのデザイナーが作成した。全体の高さは105フィート (32メートル)。頭部は、顔の部分は直径30フィート (9.1メートル)の円リング、耳の部分は軸長18フィート (5.5メートル)×20フィート (6.1メートル)の楕円リングとされた。
当初のディズニーのデザインでは碍子がまっすぐ垂れ下がっている構造（いわゆる懸垂鉄塔）だったが、 製作時には水平自立型の碍子（引留鉄塔）となった。
製作を受注した会社は、通常の製造・輸送手段で作ることを目指した。しかし頭部を工場で組み立てると、大きすぎて通常の輸送手段が使えない。しかし建設現場で組み立てると、表面の防錆塗装が難しい。そこで、顔と耳を別のパーツとして製造し、工場で亜鉛メッキして、建設現場で組み立てることになった。この工夫により一般的な工法での設置が可能となった。

夕暮れの様子

頭部の材料には、米国鉄骨構造物学会の規格である内径12 in (300 mm)×外径20 in (510 mm)の圧延鋼管が使用されている。
頭部の重さは30,000 lb (14,000 kg)となった。
送電圧は230キロボルト。
この鉄塔の根元の周囲には光ファイバー式のレーザー照射器が複数設置されており、夜間には下からライトアップされる仕組みになっている。表面のポリマー加工により、反射によるぎらつきを抑えている。

## 関連する会社
- タンパ・エレクトリック社（現TECOエナジー（英語版） (TECO)）- 1995年3月、ウォルト・ディズニー・ワールド・リゾートに対して電力供給契約を締結。[2]
- オーランドユーティリティ委員会（英語版） - ミッキー送電塔に111MW相当の電力を供給。[2]
- フェランティ・パッカード（英語版） (現在シーメンス・エナジーの一部門) - 変圧器を製造。[2]